# 성전환 수술
성전환 수술(性轉換 手術, 영어: sex reassignment surgery, gender-affirming surgery)은 용모나 성징을 다른 성으로 변경하는 외과 수술이다.
성전환 수술은 성전환자(영어: Transsexual), 트랜스젠더의 성별 불쾌감을 해소하기 위한 치료 과정의 하나이기도 하다.
다른 표현으로 성확정 수술, 생식기 재건 수술이 있으며 '성전환 수술'이라는 말이 널리 쓰이고 있다.
아직까지 실제로 반대 성별의 기능을 완전히 가지도록 하지 못하고 있어 부정확한 명칭이다.
이 수술은 외성기 재건 수술(영어: Genital reconstruction surgery, GRS)이라고도 알려진 외부 성기를 변형하는 수술, 기타 생식기(생식샘이나 자궁)를 제거하는 수술 , 유방의 확대, 축소 등으로 이루어진다.
남성에서 여성으로 전환하는 경우(여성화 성전환 수술) 질 형성술, 유방 확대술 등의 수술을 받는다. 여성에서 남성으로 전환하는 경우(남성화 성전환 수술) 음경을 만들기 위하여 다른 조직의 세포를 이식하거나 (음경 재건술, Phalloplasty) 음핵을 키워 음경의 기능을 하는 수술(Metoidioplasty)을 받는다.
이러한 수술법의 장기적인 과제는 줄기세포로 자궁 등을 배양하거나 면역 거부반응을 극복하고 생식 기관을 이식하는 것이다.

## 같이 보기
- 성전환 치료
- 간성 교정 수술[1]